# (3209) Buchwald
(3209) Buchwald (1982 BL1; 1977 TS6) ist ein ungefähr sechs Kilometer großer Asteroid des äußeren Hauptgürtels, der am 24. Januar 1982 vom US-amerikanischen Astronomen Edward L. G. Bowell am Lowell-Observatorium, Anderson Mesa Station (Anderson Mesa) in der Nähe von Flagstaff, Arizona (IAU-Code 688) entdeckt wurde.

## Benennung
(3209) Buchwald wurde nach dem dänischen Meteoritenforscher Vagn Buchwald (1929–2025) benannt, der Professor in der Abteilung für Metallurgie an Dänemarks Technischer Universität war. Er nahm an zahlreichen Expeditionen teil, unter anderem in die Antarktis, um nach Eisenmeteoriten zu suchen. 1963 entdeckte er bei Kap York in Grönland den 20-Tonnen-Eisenmeteoriten Agpalilik. Zu seinen Veröffentlichungen gehören das dreibändige Handbuch der Eisenmeteoriten (1975) und ein Katalog von Meteoriten (1965, 1976). Die Benennung wurde vom Entdecker Edward L. G. Bowell nach einer Empfehlung des US-amerikanischen Astronomen Jonathan Carey Gradie vorgeschlagen.